# David Riley
David Sidney Riley (Northampton, 8 dicembre 1960) è un ex calciatore inglese, di ruolo attaccante o centrocampista.

## Carriera
Dopo aver giocato a livello semiprofessionistico con il Keyworth United, all'inizio della stagione 1983-1984 viene tesserato dal Nottingham Forest di Brian Clough, club della prima divisione inglese, con cui all'età di 23 anni esordisce tra i professionisti; nella sua prima stagione gioca in realtà solamente una partita di campionato e, pur restando in rosa fino alla stagione 1986-1987, di fatto concentra quasi tutte le sue presenze ufficiali con il club nel corso della stagione 1984-1985, nella quale segna 2 reti in 10 partite nella First Division 1984-1985, a cui aggiunge una presenza in Coppa di Lega. Nella stagione 1985-1986 non scende invece mai in campo in partite ufficiali, mentre nella stagione 1986-1987, dopo un'ultima presenza in prima divisione con il Nottingham Forest, passa in prestito al Darlington, con cui conclude l'annata segnando 2 reti in 6 presenze in terza divisione.
Nella stagione 1987-1988 viene inizialmente ceduto in prestito al Peterborough Utd, ma nell'ottobre del 1987, dopo 2 reti in 12 presenze in quarta divisione, passa a titolo definitivo per 20000 sterline al Port Vale di John Rudge, in terza divisione: qui, conclude la stagione con 8 reti in 34 partite di campionato (e, con 10 gol fra tutte le competizioni ufficiali, è anche il capocannoniere stagionale del club alla pari con Darren Beckford); nella stagione successiva con 3 reti in 40 presenze contribuisce alla promozione in seconda divisione dei Valiants, categoria in cui però nel corso della stagione 1989-1990 gioca solamente 2 partite, anche a causa di una gamba rotta nel finale della stagione precedente, venendo peraltro ceduto a stagione in corso al Peterborough United, con cui conclude l'annata realizzando 5 reti in 15 presenze in quarta divisione. Nella stagione seguente contribuisce con 9 reti in 41 presenze alla promozione dei Posh in terza divisione, categoria nella quale va poi a segno per altre 9 volte in 28 presenze nel corso della stagione 1991-1992, la sua nona ed ultima nella Football League, nei cui campionati ha totalizzato complessivamente 190 presenze e 40 reti. Negli anni seguenti gioca poi in vari club semiprofessionistici inglesi oltre che in Nuova Zelanda con il Ponsonby.

## Palmarès

### Club

#### Competizioni regionali
- Northamptonshire Senior Cup: 1

Kettering Town: 1992-1993